# Cicadula ribauti
Cicadula ribauti är en insektsart som beskrevs av Kontkanen 1937. Cicadula ribauti ingår i släktet Cicadula och familjen dvärgstritar. Inga underarter finns listade i Catalogue of Life.